# Phlegetonia agropoides
Phlegetonia agropoides är en fjärilsart som beskrevs av Walker 1862. Phlegetonia agropoides ingår i släktet Phlegetonia och familjen nattflyn. Inga underarter finns listade i Catalogue of Life.